# 布拉格展覽中心
布拉格展覽中心是捷克首都布拉格的一個會展中心，也具備文化活動和音樂會。布拉格工業宮修建於1891年。

## 外部連結
- 官方网站